# Ian Bird
Ian Bird (...) è un programmatore e game designer inglese, famoso per aver scritto, fra gli altri, i videogiochi Millennium 2.2  e Deuteros: The Next Millennium..

## Videogiochi
Ha lavorato come programmatore indipendente dal 1983 al 1997 iniziando a scrivere videogiochi per il Sinclair ZX81 e ed il Sinclair ZX Spectrum. Nel 1989 ha scritto per Amiga e Atari ST Millennium 2.2, che ha riscosso una buona critica. Nel 1991 ha scritto sia la versione per MS-DOS di questo gioco, Millennium: Return to Earth, sia il suo seguito, Deuteros: The Next Millennium.  Nel 1999 è stato assunto da Blitz Games Studios, dove ha rivestito il ruolo di direttore tecnico fino al 2003, e successivamente è entrato a far parte del gruppo di supporto dei servizi online, dove è rimasto fino alla fine del 2013, anno di chiusura della società.